# Úvěrový limit
Úvěrový limit je finanční částka udávající maximální výši všech pohledávek klienta vůči konkrétní finanční instituci. Stanovuje se ve snaze o udržení výše pohledávek v optimálních mezích, aby nedošlo k předlužení klienta a k jeho platební neschopnosti. Výše úvěrového limitu je uvedena ve smlouvě uzavřené mezi finanční institucí a klientem.
Stanovení výše úvěrového limitu vychází z výše příjmů a zadlužení, dále ze schopnosti splácet úvěr a také z úvěrové minulosti žadatele.